# ドゴルク・チェルビ
ドゴルク・チェルビ（モンゴル語: Doqolqu Čerbi、? - 1251年）は、13世紀前半にモンゴル帝国に仕えたマングト部出身の千人隊長の一人。
『元朝秘史』や『元史』などの漢文史料では朶豁勒忽扯児必(duŏhuōlèhū chĕérbì)/朶忽魯(Dūqulqū Jarbī)、『集史』などのペルシア語史料ではدوقلقو جربی(Dūqulqū Jarbī)と記される。

## 概要
『元朝秘史』によるとドゴルクはマングト部の出身で、トルイ家の王傅を務めたジェデイの弟であったという。一方、『集史』ではドゴルクはアルラト部の出身であるとされるが、これはオゲレ・チェルビと混同されたため生じた誤りではないかと考えられている。
チンギス・カンの第一次即位後、ドゴルクはオゲレ、ジェデイらとともに最初のコルチ（箭筒士）に任ぜられた。1203年、チンギス・カンはケレイト部を征服して大勢力となったモンゴル軍の軍制を再編成し、後の千人隊（ミンガン）制度、親衛隊（ケシクテイ）制度の原型を作り上げた。この時、ドゴルクはドダイ、オゲレ、トルン、ブチャラン、スイケトゥらとともにチェルビ（侍従）に任ぜられ、ケシクテイ（親衛隊）の長官とされた。
その後、ナイマン部を征服しモンゴル高原の統一を達成したチンギス・カンは1206年にモンゴル帝国を建国し、同時に国家体制の整備も進めた。この時、1203年に原型の作られたケシクテイは大幅に規模が拡大されて1万を定員とし、ドゴルクはその中で1千の侍衛軍の長官とされた。また、ケシクテイの衛士は4班に分かれることとなっていたが、ドゴルク、ブカ、イルチダイ、ドダイの4名が4班の隊長とされた。
チンギス・カンの治世を通じてドゴルクは親衛隊のコルチとして活動し続けたが、第2代皇帝オゴデイが即位するとドゴルクは親衛隊の長官を解任され、新たに千人隊長に任ぜられた。そのため、『集史』「チンギス・カン紀」の「千人隊長一覧」では左翼14番目の千人隊長として名前が挙げられている。
その後、ドゴルクは金朝との戦いの指揮官に抜擢されたが、大昌原の戦いで敗北したことによってスブタイに助けられることとなった。そのため、オゴデイによってドゴルクは処刑されてしまったが、後にオゴデイはこのことを後悔し、自らの治世の「4つの過ち」の一つに数えている。